# سیمز قرون وسطی
سیمز قرون وسطی (به انگلیسی: The Sims Medieval) یک بازی ویدئویی است که برپایهٔ سیمز۳ و توسط الکترونیک آرتس برای سیستم عامل‌های ویندوز مایکروسافت، اواس ده و آی‌اواس ساخته شده‌است. این بازی در ۲۲ مارس ۲۰۱۱ منتشر شد.
بازی در قرون وسطی اتفاق می‌افتد و بازیکن برای ساخت یک امپراطوری وارد جریانات بازی می‌شود.

## حداقل‌سیستم موردنیاز
| ویندوز مایکروسافت         |                                        |
| سخت افزار                 | حداقل                                  |
| سیستم عامل                | ویندوز ایکس‌پی                          |
| CPU                       | ۲٫۰ GHz (برای ویستا به بالاتر ۲٫۴ GHz) |
| RAM                       | ۱GB (برای ویستا به بالاتر ۱٫۵GB)       |
| دیرکت‌اکس                  | DirectX 9.0                            |
| کارت گرافیک               | 256MB                                  |
| فضای هارددیسک             | ۵٫۳GB                                  |
| کارت صدا، اسپیکر یا هدفون |                                        |
| ورودی                     | کیبورد و موس                           |